# Sustenlimihorn
Sustenlimihorn (Vorderes Sustenlimihorn) – szczyt w Alpach Berneńskich, części Alp Zachodnich. Leży w Szwajcarii na granicy kantonów Uri i Berno. Należy do pasma Alp Urneńskich. Można go zdobyć ze schroniska Chelenalphütte (2350 m) lub Tierberglihütte (2795 m). Sustenlimihorn ma też drugi, niższy szczyt - Hinteres Sustenlimihorn (3216 m).